# 田真黃
田真黄（?—?），战国时期秦国人物，官至中尉。
蜀王别封其弟葭萌至汉中，号称苴侯。苴侯与巴王交好，巴、蜀有仇，蜀王大怒，伐苴侯。苴侯逃到巴国，向秦求救。秦惠文王与大臣商议，群臣认为蜀国是西僻之国，戎狄为邻，不如伐楚国。田真黄和司马错上言，蜀有桀、纣之乱，其国富饶，得其布帛金银，足以供给军用。水路通于楚国，有巴国的劲卒，驾驶大船舶东向楚国，楚地可得。得蜀而得楚，楚国灭亡则天下统一。秦惠文王同意，决定伐蜀。